# Hopedale (Massachusetts)
Hopedale és una població dels Estats Units a l'estat de Massachusetts. Segons el cens del 2000 tenia 5.907 habitants.

## Demografia
Segons el cens del 2000, Hopedale tenia 5.907 habitants, 2.240 habitatges, i 1.572 famílies. La densitat de població era de 442 habitants/km².
Dels 2.240 habitatges en un 35,8% hi vivien nens de menys de 18 anys, en un 58,8% hi vivien parelles casades, en un 8,8% dones solteres, i en un 29,8% no eren unitats familiars. En el 25,9% dels habitatges hi vivien persones soles el 12,8% de les quals corresponia a persones de 65 anys o més que vivien soles. El nombre mitjà de persones vivint en cada habitatge era de 2,58 i el nombre mitjà de persones que vivien en cada família era de 3,13.
Per edats la població es repartia de la següent manera: un 26,2% tenia menys de 18 anys, un 5,1% entre 18 i 24, un 30,8% entre 25 i 44, un 22,4% de 45 a 60 i un 15,5% 65 anys o més.
L'edat mediana era de 39 anys. Per cada 100 dones de 18 o més anys hi havia 87,7 homes.
La renda mediana per habitatge era de 60.176 $ i la renda mediana per família de 68.571$. Els homes tenien una renda mediana de 47.380 $ mentre que les dones 31.144$. La renda per capita de la població era de 24.791$. Entorn del 2,9% de les famílies i el 4% de la població estaven per davall del llindar de pobresa.